# بولا فريتاس
بولا فريتاس (بالبرتغالية: Paula Freitas‏)؛ بلدية في ولاية بارانا في المنطقة الجنوبية من البرازيل. تعد بلدية باولا فريتاس البرازيلية موطنًا لمختبر أبحاث الجيومغناطيسية، يُسمى الحرم الجامعي لأبحاث الجيوفيزياء، الميجور إدسيل دي فريتاس كوتينهو، والذي يهدف إلى دراسة الشذوذ الجيومغناطيسي في جنوب المحيط الأطلسي.
تقع بلدية باولا فريتاس بالقرب من مركز أكبر وأهم الشذوذات المغناطيسية على الأرض، والتي لها تأثير على جميع الأيونوسفير، وتمتد من جبال الأنديز كورديليرا إلى جنوب إفريقيا، وتشمل جميع أمريكا الجنوبية تقريبًا. كما تقع البلدة تحت المنطقة التي يقترب فيها حزام فان ألن الإشعاعي الداخلي للأرض من سطح الأرض.